# 아제르바이잔-튀르키예 관계
아제르바이잔과 튀르키예는 카스피해 서쪽과 지중해 동쪽에 위치한, 대다수 주민이 튀르크계인 두 나라로서 전통적으로 긴밀한 관계를 유지해왔다. 아제르바이잔의 전 대통령 헤이다르 알리예프는 양국을 "한 민족, 두 국가"라고 자주 표현하였다.
튀르키예는 1918년 6월 4일, 바툼 조약을 통해 아제르바이잔의 독립을 최초로 승인한 나라 중 하나이며, 1991년 소련으로부터 아제르바이잔이 독립을 회복했을 때에도 가장 먼저 이를 인정하였다. 이후 튀르키예는 아제르바이잔이 독립을 공고히 하고, 영토 보전을 유지하며, 카스피해의 풍부한 천연자원을 바탕으로 경제적 잠재력을 실현하는 데 있어 꾸준한 지지자가 되어 왔다. 양국은 아라스강을 경계로 하여 아제르바이잔의 나흐츠반 자치공화국과 튀르키예 사이에 약 17km 길이의 국제 국경선을 공유하고 있다.

## 정치 관계

### 국빈 방문
일함 알리예프는 부친 헤이다르 알리예프의 권유로 아제르바이잔 정계에 입문한 직후인 2003년에 튀르키예를 방문하였다. 당시 이 방문은 튀르키예 총리 레제프 타이이프 에르도안으로부터 정치적 지지를 얻는 신호로 해석되었다.
2009년 5월 13일, 튀르키예 총리 에르도안은 대표단을 이끌고 바쿠를 방문하여 튀르키예와 아제르바이잔 간의 관계 강화를 도모하였다. 에르도안은 일함 알리예프 대통령과의 공동 기자회견에서 나고르노카라바흐 분쟁이 튀르키예-아르메니아 국경 봉쇄의 원인임을 강조하며, 점령이 종식되기 전까지 아르메니아와의 관계 정상화는 없을 것이라고 밝혔다. 또한 아제르바이잔의 영토 보전에 대한 튀르키예의 지지를 재확인하였다. 이번 방문은 튀르키예 야당들로부터도 긍정적인 평가를 받았으며, 이후 에르도안은 러시아 총리 블라디미르 푸틴과 회담을 갖고 나고르노카라바흐를 포함한 지역 현안에 대해 논의하였다.

### OSCE 민스크 그룹
튀르키예는 영토 분쟁 해결을 위한 기구로서 OSCE 민스크 그룹을 지지하며, 아제르바이잔의 영토 보전을 원칙으로 삼아 이를 바라보고 있다. 튀르키예는 사실상 독립국으로 등장한 나고르노카라바흐 공화국을 승인하지 않았다. 튀르키예는 아제르바이잔과 아르메니아 간의 다양한 간접 양자 회담을 지지하였으며, 2002년 레이캬비크와 2004년 이스탄불 정상회의에서 튀르키예, 아제르바이잔, 아르메니아 외교장관 간 삼자 대화를 주도하며 분쟁 해결을 시도하였다. 그러나 아르메니아인 집단학살 주장 문제와 아르메니아에 대한 지속적인 국경 봉쇄로 인해 튀르키예의 외교적 노력은 제약을 받았으며, 이로 인해 이후의 주요 인프라 프로젝트들이 아르메니아 영토를 우회하게 되었다.

### 슈샤 선언

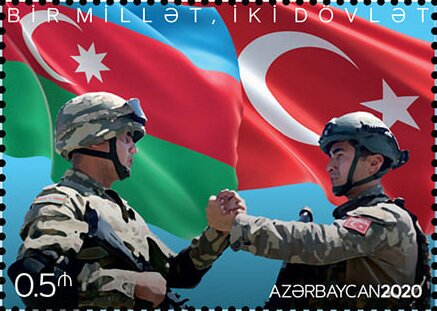
아제르바이잔 우편공사는 제2차 나고르노카라바흐 전쟁 승리를 기념하여 기념 우표를 발행하였다. 이 우표에는 "Bir Millet, İki Devlet (하나의 민족, 두 개의 국가)"이라는 슬로건이 새겨져 있다.

제2차 나고르노카라바흐 전쟁에서 아제르바이잔이 승리한 후, 튀르키예와 레제프 타이이프 에르도안 대통령이 참석한 가운데 바쿠에서 승전 기념식이 열렸다. 이 자리에서 에르도안은 아제르바이잔의 민족주의 시인이 쓴 시를 낭송했으며, 이는 이란령 아제르바이잔과 관련해 튀르키예와 이란 사이에 외교적 긴장을 초래하였다. 수개월 뒤, 카라바흐의 슈샤에서 튀르키예 대통령 에르도안과 아제르바이잔 대통령 일함 알리예프가 슈샤 선언에 서명하면서 양국 관계는 한층 더 심화되었다. 이 선언 이후 아제르바이잔과 튀르키예 간의 정치, 경제, 군사 협력이 더욱 높은 수준으로 발전하였다. 아제르바이잔군은 기존의 소련식 군사 체계를 버리고 튀르키예군을 모델로 삼아 개편하기 시작했다. 또한 아제르바이잔 방위 산업은 튀르키예 방위 산업체들과 협력하기로 결정하였다. 튀르키예는 아제르바이잔의 장게주르 회랑 프로젝트에 대한 지지를 공식적으로 표명했다. 양국은 방위 협정도 체결하며 군사 협력을 제도화하였다.

### 2000년대 아르메니아-튀르키예 외교 발전
2009년 4월, 미국 대통령 버락 오바마가 튀르키예를 공식 방문하기 전날, 앙카라와 예레반의 소식통은 두 나라 간의 국경을 다시 열고 외교 인력을 교환하는 협정이 곧 체결될 수 있다고 발표했다.
이로 인해 바쿠와 튀르키예 민족주의자들 사이에서는, 나고르노카라바흐 분쟁과 관련된 협상이 장기간 유지되어 온 아르메니아에 대한 봉쇄 해제로 인해 악영향을 받을 것이라는 우려가 제기되었다. 아제르바이잔 외교부 대변인 엘한 폴루호프는 처음에는 자국이 어떤 보복 조치를 취할지는 "논의하기에 아직 이르다"고 밝혔다. 아제르바이잔 대통령 일함 알리예프는 4월 6일부터 7일까지 이스탄불에서 열린 유엔 문명간연대(UNAOC) 회의에 불참했는데, 이는 일종의 항의 표시로 해석되었다. 튀르키예 언론에서는 아제르바이잔이 러시아 채널을 통해 아르메니아-튀르키예 회담 내용에 대해 왜곡된 정보를 전달받았다는 추측이 제기되기도 했다. 그러나 이후의 전개 과정은 이러한 주장이 사실이 아님을 증명하였다.